# Volcan Sudoeste
Volcan Sudoeste är en vulkan i Mexiko.   Den ligger i delstaten Baja California, i den nordvästra delen av landet, 2 100 km nordväst om huvudstaden Mexico City. Toppen på Volcan Sudoeste är 93 meter över havet, eller 90 meter över den omgivande terrängen. Bredden vid basen är 2,6 kilometer.
Terrängen runt Volcan Sudoeste är platt. Havet är nära Volcan Sudoeste åt sydväst.  Närmaste större samhälle är Colonia Nueva Era, 12,3 km nordost om Volcan Sudoeste. 